# Либражди (округ)

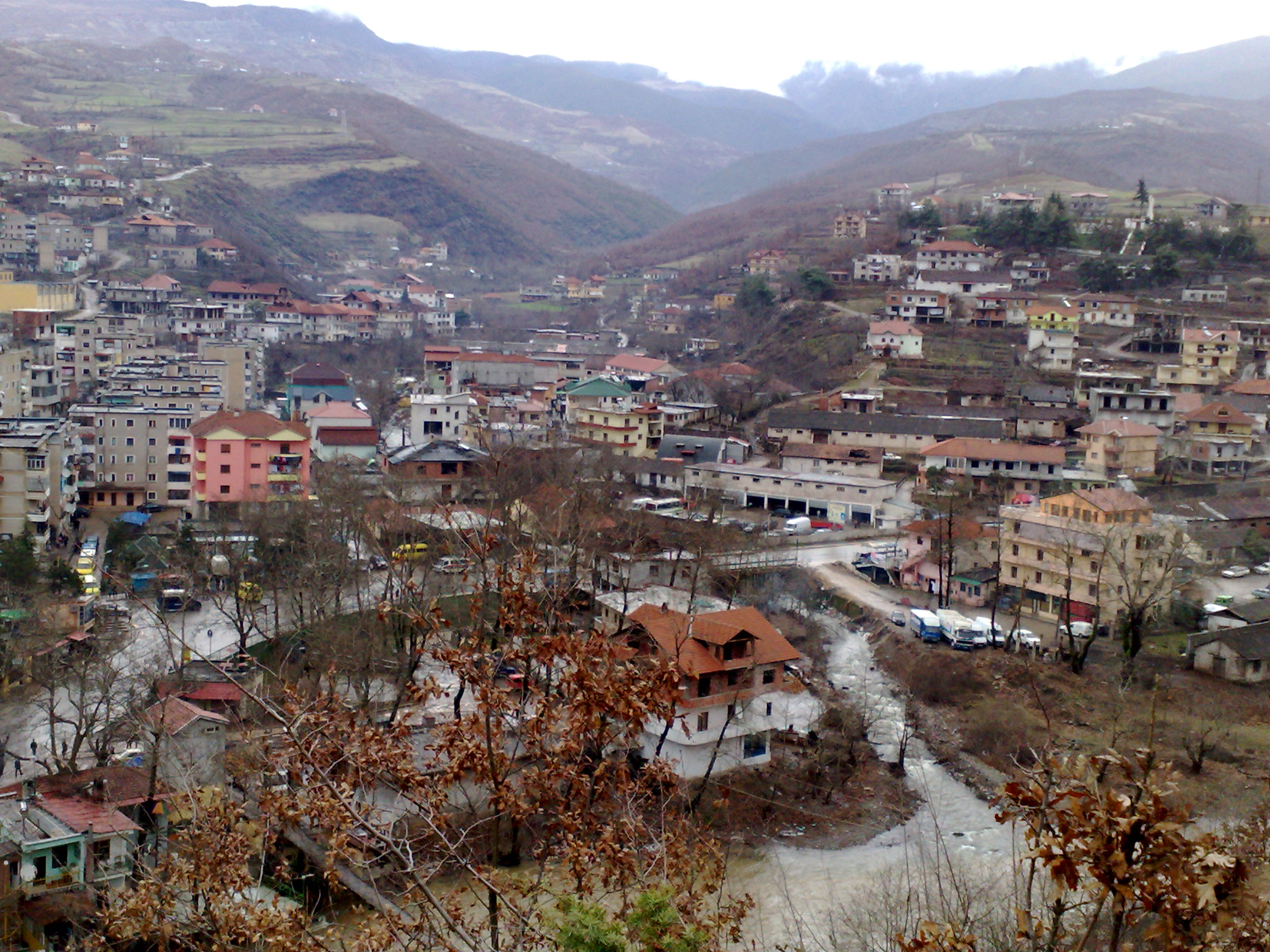
Административный центр округа — город Либражди

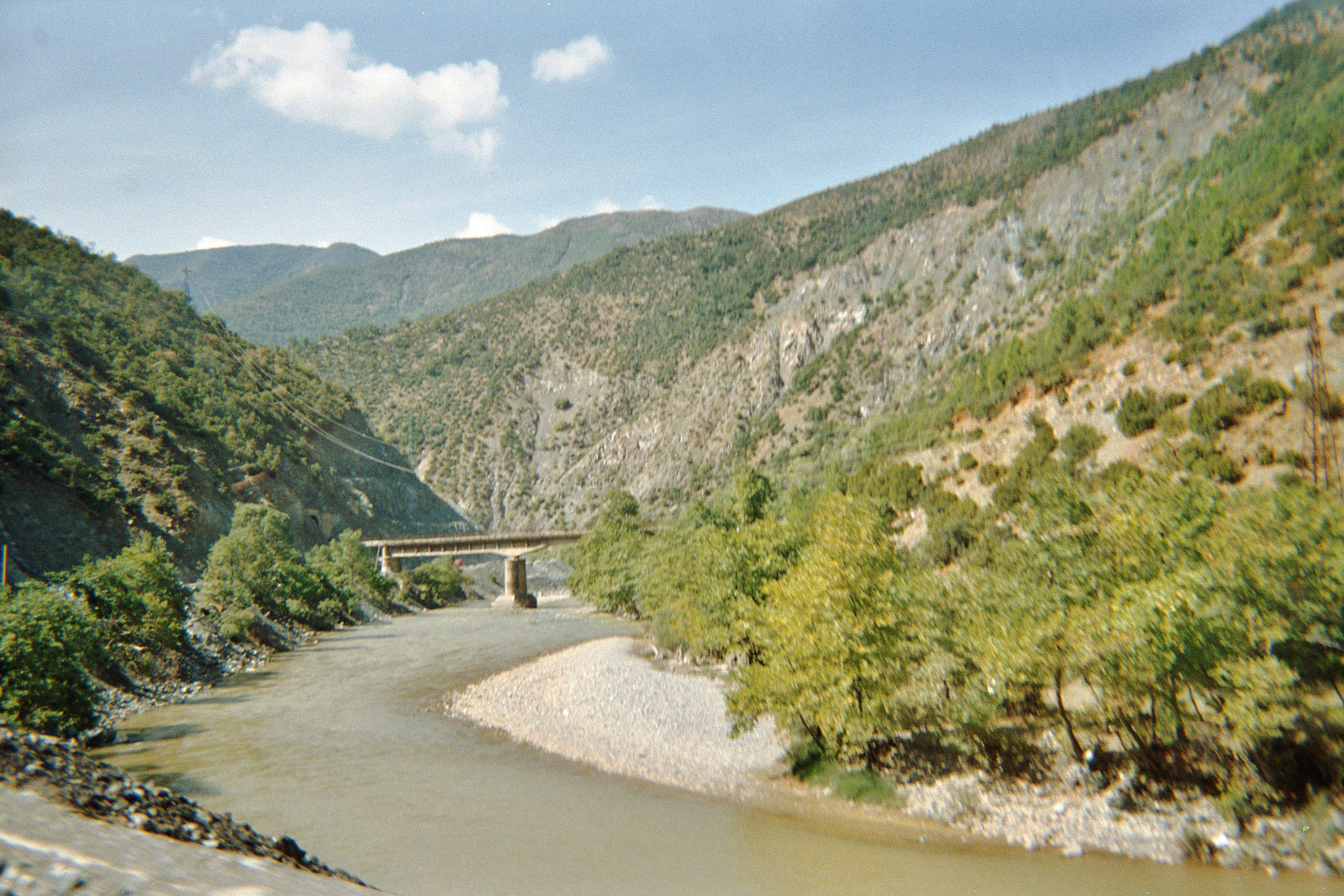
Река Шкумбини между городами Либражди и Эльбасан

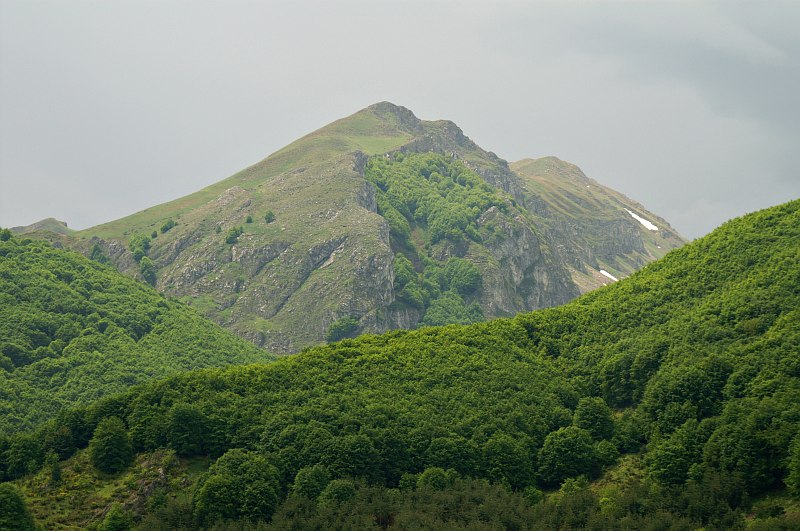
Вид на горы Ябланица на границе Албании с Македонией

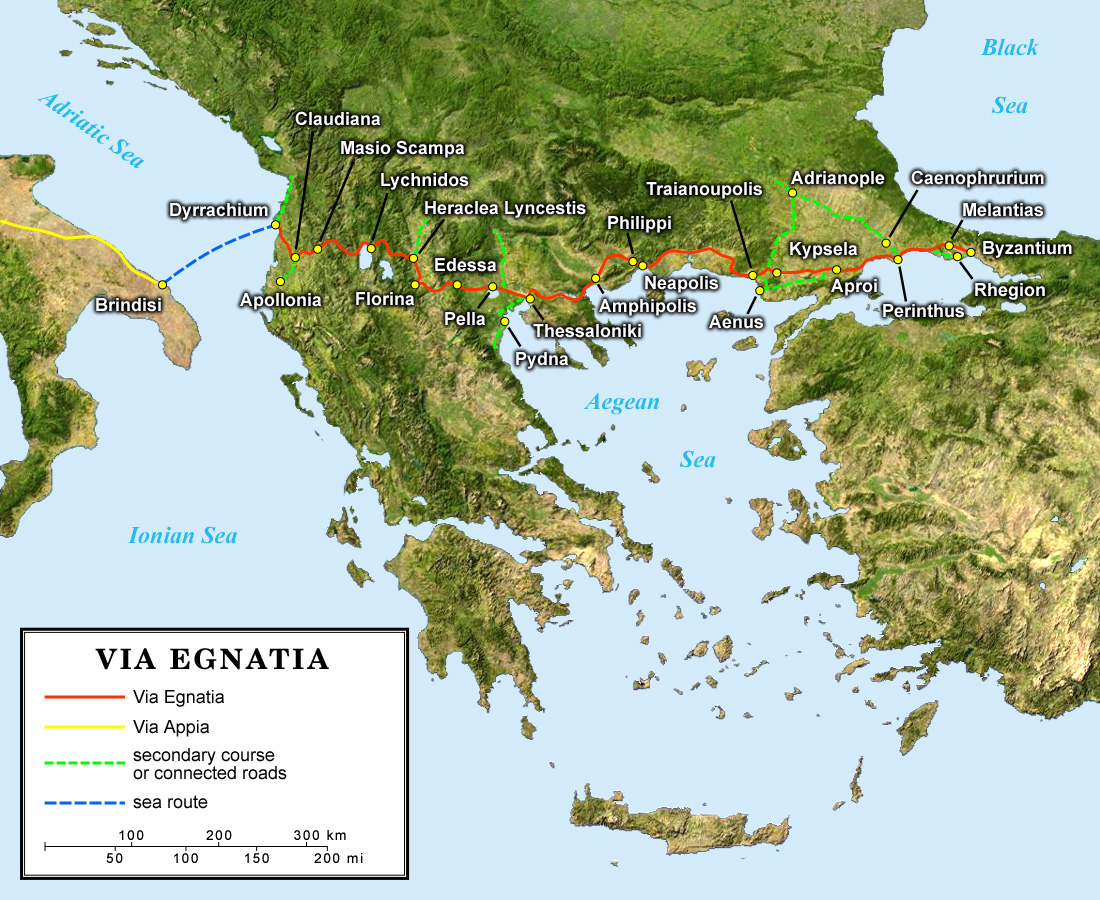
Эгнатиева дорога — древний маршрут

Либра́жди (алб. Rrethi i Librazhdit) — один из 36 округов Албании, расположенный в восточной части страны.
Округ занимает территорию 1102 км² и относится к области Эльбасан. Административный центр — город Либражди.

## Географическое положение
Округ Либражди расположен на востоке Албании на границе с Македонией. Территория округа включает в себя верхнее течение реки Шкумбини с прилегающими долинами. Узкая долина Шкумбини окружена высокими горами. На севере — это горы Полис (Mali i Polisit), сквозь ущелье в северной их части Шкумбини попадает на побережье. На востоке горы Ябланица достигают высоты более 2200 м. Большую территорию занимает учреждённый в 2008 году национальный парк «Шебеник-Ябланица». Горный перевал Чафа-Сан (Qafa e Thanës, 933 m) является одновременно самой восточной точкой округа, переходом в котловину Охридского озера и пограничным переходом в Северную Македонию.
Горная область к северу от Либражди носит название Черменика. Здесь проходит водосбор реки Рапуни, впадающей в районе города Либражди у деревни Murrash в Шкумбини. Шкумбини — основная водная артерия Либражди, питающаяся водами горных речек Dushna, Radicina, Bushtrica, Sheja, Hotolish и Dragostunja и берущая здесь свой исток. Протяженность реки по округу составляет 64 км (из общей длины 181 км). На ней расположен и административный центр — Либражди.
Исперщённое многочисленными трещинами плато Черменика покрыто обширными лесами и труднодоступно. Дорога в Дибру проходит по Черменике на высоте более 1200 м.
Высочайшая точка — Красный Пик в горах Шебеник на границе с Македонией.

## Климат
В округе преобладает континентальный климат. Среднегодовая температура составляет 13,4ºС.

## Животный и растительный мир
Растительный мир представлен 1857 видами, что составляет 57 % флоры Албании. Леса покрывают 47 % территории (37 % — дуб, 20 % — бук и 15 % — сосна). Эндемичными видами являются альпийский эдельвейс и Sideritis Roeseri. Особенный интерес представляет плотоядное растение из рода жирянка — Pinguicula Hirtflora, известное здесь как Luletlyni.
Типичные представители животного мира: бурый медведь, кабан, рыжая лисица и заяц, среди птиц: беркут и белоголовый сип, стервятник, обыкновенная пустельга и филин.

## История и культура
Территория округа была заселена ещё в бронзовый и железный века, о чём свидетельствуют археологические находки из Spathar, Rrajce, Karkavec, Berzeshte и других мест.
В древности округ населяло иллирийское племя Kandavët, давшее всей области имя Кандавия (Kandavia) и заселившее долину Шкумбини.
В 220 году до н. э. сюда пришли римляне, покорившие местные племена (см. Иллирийские войны). В это же время была построена Эгнатиева дорога, соединившая Рим и Византий (Константинополь). В наше время по ней проходит современная дорога, соединяющая Тирану со Скопье через Охридское озеро. После падения Рима в 476 году территория отошла Восточной Римской империи со столицей в Константинополе.
С 1415 года на территорию округа начали вторгаться турецкие войска Мехмеда I. Им противостояли местные правители Арианити, являвшиеся вассалами императора Византии. Так ожесточённое сопротивление завоевателям оказывал албанский князь Георг Арианити Комнин (Gjergj Arianit Komneni). В 1444 году он присоединился к восстанию Георга Кастриоти, более известного как Скандербег, и был среди участников Лежской лиги, избравшей Скандербега своим вождём, в городе Леже. Вместе с ним Комнин вел бои за Берат в 1448 году, а его дочь, Андроника, стала женой Скандербега в 1451 году.
После смерти Георга Арианити в 1461 году сопротивление албанцев Османской империи пошло на убыль, оставшиеся члены семьи эмигрировали в Италию. В 1479 году округ пал и находился под турецким игом вплоть до XX века.
В XVII веке центральные районы округа Либражди добились относительной автономии. Этот процесс продолжался до реформ танзимата в 1834 году. Затем борьбу до 1909 года продолжил Халит Берзешта (Halit Berzeshta). В 1912 году население округа приняло участие в очередном восстании, сыграв свою роль в получении Албанией независимости в том же году.
В 40-х годах 1100 мужчин округа, сформированные в два батальона, приняли участие в освобождении местности от фашистских захватчиков. 79 из них стали национальными военными героями.
После падения социалистического строя и закрытия предприятий жизнь в округе ухудшилась, однако население возлагает большие надежды на появившееся в округе современное шоссе, соединившее округ с Тираной, Скопье и Дурресом.

## Транспорт
Долина реки Шкумбини с давних пор была оживленным транспортным путём. Сначала здесь проходила построенная римлянами Эгнатиева дорога, а теперь железная дорога и Панъевропейский транспортный коридор VIII. Возле деревни Qukës обе дороги покидают долину Шкумбини и выходят на равнину Домоздова, где в 1444 году войска Скандербега одержали первую победу над османами. Самый крупный населённый пункт на равнине — Преняси. Далее шоссе уходит к перевалу Qafa e Thanës, а железная дорога ведёт туда же через туннель.

## Население
Шкумбини является пограничной областью для обоих диалектов албанского языка (на юге живут тоски, а в Северной Албании и в Косово — геги), преобладающим является тоскский диалект. Здесь же проходит и религиозно-культурная граница (на севере в фольклоре преобладает монодия, а на юге — полифония). В районе Либражди можно встретить обе его разновидности.
Около трети населения живёт в городах Либражди и Преняси, оставшаяся часть — в сельской местности.

## Экономика и промышленность
Со времен Римской империи в округе существовали многочисленные шахты (деревни Farret, Katjel, Bushtric, Hotolisht, Prrenjas, Dardh и Qarrisht), где велась добыча никеля, хрома, платины, меди, боксита и золота. Сейчас они закрыты. Центральное месторождение находилось около Преняси.
Лесная отрасль представлена лесопилками.
Округ известен на всю страну производством табака. Также производится вино, а в деревне Spathar разливается известная на всю Албанию минеральная вода «Sopoti»

## Административное деление
Округ включает 2 города (Либражди и Преняси) и 77 деревень. До реформы 2015 года округ делился на 9 общин: Hotolisht, Lunik, Orenja, Polis, Qendër-Librazhd, Кюкеси, Райце, Стравай, Stebleba.